# Langa, Ávila
Langa, Ávila là một đô thị trong tỉnh Ávila, Castile và León, Tây Ban Nha.